# Кубика

Набор кубик

Куби́ка или ку́бика — плоская алгебраическая кривая 3-го порядка, то есть множество точек плоскости (проективной или аффинной), заданных кубическим уравнением
{\displaystyle F\left(x,y,z\right)=0,}
которое применяется к однородным координатам на проективной плоскости. Чтобы перейти к аффинной версии, достаточно положить z = 1.
Иногда кубикой также называют гиперповерхность 3-го порядка в пространстве произвольной размерности.

## Ударение
В Математическом энциклопедическом словаре приведено ударение «куби́ка». В другом словаре — «ку́бика». В разговорном языке употребляется произношение с ударением на первый слог: «ку́бика».

## Классификация
Первая классификация кубик была дана Ньютоном в 1704 году.
Ньютон доказал, что для любой кубики можно подобрать систему координат, в которой она будет иметь один из следующих видов:
- {\displaystyle xy^{2}+ey\,=\,ax^{3}+bx^{2}+cx+d};
- {\displaystyle xy\,=\,ax^{3}+bx^{2}+cx+d};
- {\displaystyle y^{2}\,=\,ax^{3}+bx^{2}+cx+d};
- {\displaystyle y\,=\,ax^{3}+bx^{2}+cx+d}.

Далее Ньютон поделил все кривые на классы, роды и типы, пропустив при этом, однако, 6 типов. Полную классификацию дал Плюккер.
По состоянию на 2008 год, аналогичной классификации для кривых n-го порядка не найдено, эта задача составляет 16-ю проблему Гильберта.

## Свойства

Кубика y 2 = x 2 · (x + 1). Параметризация: t → (t 2 − 1, t · (t 2 − 1))

- Теорема о девяти точках на кубике (теорема Шаля): даны две кубики A и B, имеющие 9 общих точек. Если третья кубика С проходит через 8 из них, то она проходит и через девятую.
- На кубике взяли точку A и провели из неё 2 касательных к кубике — одна касается кубики в точке A, другая — в точке B. Пусть площади сегментов, отсекаемых этими касательными от графика кубики, равны X и Y. Тогда X = 16Y[10].
- Известно, что некоторые кубики являются трисектрисами, то есть если на плоскости нарисован график такой кубики и дан угол, то его можно разделить циркулем и линейкой на 3 равные части. Открытая проблема: любая ли кубика является трисектрисой?
- Максимально возможное число компонент связности у графика кубики в ℝ² есть 4. Например, у кубики f (x, y) = 3x 3 − 5y 2x − 4x 2 − 10yx + 10y 2 − 6x + 20y + 12 график состоит из трёх удаляющихся на бесконечность кривых и одной изолированной точки.
- Если прямая проходит через две точки перегиба кубики, то она проходит и через третью.
- На кубиках можно ввести сложение точек и умножение их на число, получив тем самым алгебраическую структуру, называемую эллиптической кривой[11][12].
- Прямая пересекает кубику в точках A, B, C. Касательные, восстановленные к кубике в точках A, B, C, пересекают кубику второй раз в точках P, Q, R. Тогда точки P, Q, R также лежат на одной прямой[13][14].

## Применения
- Кубические кривые применяются в языке PostScript, включая шрифты формата Type 1 (в TrueType используются только квадратичные кривые).
- Изучение кубик долгое время считалось примером чистой математики (не имеющей никакого прикладного применения и перспективы такового). Однако в последние 20 лет XX века были придуманы криптографические алгоритмы, использующие глубокие свойства кубик, которые сегодня используются (в частности) при банковском шифровании, что дало толчок изучению свойств кубик, см. Эллиптическая криптография.
- Большое число замечательных точек треугольника складываются в несколько кубик[15].
- Фрэнк Морли доказал известную теорему, названную в его честь, изучая свойства кубик[16].